# Thassy Gábor
Miskei és monostori Thassy Gábor (Zalalövő, Zala vármegye, 1871. május 16. - Zalaegerszeg, Zala vármegye, 1950. április 20.) Zala vármegye tiszti főorvosa, egészségügyi tanácsos, a zalamegyei Függetlenségi és Negyvennyolcas Párt alelnöke. Az 1919-es Tanácsköztársaság ellen szervezett alsólendvai ellenforradalom egyik tagja.

## Élete
A római katolikus nemesi származású miskei és monostori Thassy család sarjaként született a Thassy Béla Gábor Kálmán néven. Édesapja miskei és monostori Thassy Imre (1844-1932), zalalövői földbirtokos, édesanyja a szarvaskendi és óvári Sibrik család sarja, szarvaskendi és óvári Sibrik Hedvig (1848-1932) volt. Apai nagyszülei miskei és monostori Thassy Mihály (1804–1898), földbirtokos, és hottói Nagy Magdolna (1813–1899) asszony voltak. Anyai nagyszülei szarvaskendi és óvári Sibrik Sándor (1811–1893), földbirtokos, és egyházasbüki Simon Karolin (1818–1886) úrnő voltak; Sibrik Sándorné Simon Karolin szülei, egyházasbüki Simon József (1775-1827), táblabíró, földbirtokos, és orosztonyi Farkas Anna voltak. Az apai nagyanyai dédszülei hottói Nagy Károly (1816–1911), zalaegerszegi alszolgabíró, ügyvéd, földbirtokos és nemesvitai Viosz Ilona (1830–1860) voltak.
Középiskoláit Sopronban, az orvosi egyetemet Budapesten, Grazban és Bécsben végezte. Miután különböző kórházakban és klinikákon teljesítette a gyakorlati idejét, Zalaegerszegre költözött, és itt telepedett le. Hamarosan keresett és közkedvelt orvos lett.
1897 és 1906 között körzeti orvos volt Szepetneken. 1907 májusától tiszteletbeli főorvosnak nevezték ki. A vármegyei szolgálat ranglétráján fokozatosan haladt felfele és ennek az eredménye volt, hogy a vármegye tiszti főorvosának nevezték ki 1908. március 11-én. Ezt a tisztséget 1936. július 1-ig töltötte be. A világháborúban besorozták, a 4. tüzérezreddel az orosz fronton teljesített szolgálatot. Tulajdonosa lett a Ferenc József-rend lovagkeresztjének, a jubileumi éremnek, a német Vaskeresztnek és a Károly-csapatkeresztnek.
1919-ben a Tanácsköztársaság alatt dr. Thassy Gábor részt vett mint az egyik szervező az alsólendvai ellenforradalomban, amelyet Fangler Béla néhány zalai értelmiségivel vezetett. 1919. április 20-án, húsvét vasárnapján Fangler titkos gyűlést tartott a lakásán, ahol jelen volt Thassy Gábor. Abban állapodtak meg, hogy másnap este elindulnak a fehér csapatokkal Zalaegerszeg felé, és Thassy Gábor vállalta a vármegyei direktórium letartóztatását. Az ellenforradalom bukása után a direktórium elhatározta, hogy túszokat szedetnek a város polgárai közül, és 1919. április 22-én felhívták dr. Udvardy Jenőt, dr. Thassy Gábort és más tisztes polgárokat, hogy jelentkezzenek a vármegyei direktórium hivatalánál. Rendőrökkel vitték be, majd elengedték naponta kétszeri jelentkezési kötelezettséggel.

## Házassága
1898. január 8-án Budapesten feleségül vette jaáki Hérics-Tóth Jolánt (1877–?), dr. jaáki Hérics Tóth János (1841–1908) m. kir. curiai tanácselnök és jaáki Tóth Mária (1850–1932) lányát. Gyermekeik:
- Thassy Mihály,
- Thassy Jolán,
- dr. Thassy János (Zalaegerszeg, 1916. április 17. – 1945), tartalékos huszárzászlós.[11]